# Barry Norton
Barry Norton (* 16. Juni 1905 in Buenos Aires; † 24. August 1956 in Hollywood; eigentlich Alfredo Carlos Birabén) war ein argentinischer Schauspieler.

## Leben und Karriere
Barry Norton stammte aus einer wohlhabenden Familie in Buenos Aires, wo er 1905 unter dem Namen Alfredo Carlos Birabén zur Welt kam. 1923 wanderte er in die USA aus und nahm später die amerikanische Staatsbürgerschaft an. Nach Zwischenstationen in New York City und Chicago kam er schließlich nach Hollywood, wo er zunächst als Bürogehilfe für Douglas Fairbanks tätig war. Kurz darauf erhielt er in dem Abenteuerfilm Der Seeräuber, dessen Star Fairbanks war, eine erste kleine Rolle. Noch im selben Jahr hatte der jungenhaft wirkende Darsteller, der inzwischen einen Vertrag bei der Fox Film Corporation erhalten hatte, seinen Durchbruch in der von Raoul Walsh inszenierten Militär-Komödie What Price Glory?. 1928 besetzte ihn der deutsche Regisseur Friedrich Wilhelm Murnau in seinem Artistenfilm Vier Teufel, da er nicht mit großen Stars arbeiten wollte. Danach erhielt Norton eine tragende Rolle als Sohn von Emil Jannings in dem Drama Sünden der Väter.
Zu Beginn der Tonfilmzeit wurde Norton vor allem für spanischsprachige Versionen amerikanischer Prestigefilme verpflichtet. Am bekanntesten war eine Dracula-Version, in der er den Gegenspieler des Vampirs, hier Juan Harker genannt, verkörperte. In einigen Fällen wirkte er sowohl in der englischen als auch in der spanischen Version mit, so zum Beispiel bei Storm Over the Andes (spanische Version: Alas sobre El Chaco), The Sea Fiend (El diablo del Mar) und Captain Calamity (El capitan Tormenta). Should Husbands Work? Doch bereits in den frühen 1930er Jahren begann Nortons Stern zu sinken und seine Rollen wurden zunehmend kleiner. 1931 hatte er einen kurzen, aber prägnanten Auftritt in Josef von Sternbergs Entehrt. Am Ende des Films ist er als junger Leutnant zu sehen, der sich weigert, die Hinrichtung einer von Marlene Dietrich gespielten Spionin auszuführen. 1933 erhielt er seine letzte substanzielle Rolle in einem größeren Film in Capras Lady für einen Tag (Lady for a Day). In dem Horrorfilm The Sea Fiend (1936), einem B-Movie, wurde er noch einmal als Hauptdarsteller eingesetzt. Should Husbands Work? (1939) war bereits der letzte Film, in dessen Vorspann der Name Barry Norton auftauchte. Danach war seine Filmkarriere faktisch beendet und er konnte sich nur noch mühsam mit Statistenrollen über Wasser halten.
1956 starb Norton im Alter von nur 51 Jahren an einem Herzinfarkt. Da er völlig verarmt war, sammelten seine Freunde aus alten Hollywood-Zeiten, darunter Gilbert Roland, Gertrude Astor und Antonio Moreno, Geld für die Beerdigung des einstigen Filmstars.

## Privates
Norton war mit der Kalifornierin Josephine Byers verheiratet. Aus der Ehe ging Tochter Sharon hervor.

## Filmographie
- 1926: Der Seeräuber (The Black Pirate)
- 1926: What Price Glory?
- 1926: The Lily
- 1926: Rivalen
- 1926: Canyon of Light
- 1927: Ankles Preferred
- 1927: The Heart of Salome
- 1927: A Man About Town (Kurzfilm)
- 1927: Sonnenaufgang – Lied von zwei Menschen (Sunrise: A Song of Two Humans)
- 1927: The Wizard
- 1928: The Legion of the Condemned
- 1928: Fleetwing
- 1928: Die rote Tänzerin von Moskau (The Red Dance)
- 1928: Mother Knows Best
- 1928: Vier Teufel (4 Devils)
- 1928: Sünden der Väter (Sins of the Fathers)
- 1929: The Exalted Flapper
- 1930: El cuerpo del delito
- 1930: Amor audaz
- 1930: Cascarrabias
- 1930: Oriente es Occidente
- 1931: El código penal
- 1931: Entehrt (Dishonored)
- 1931: Drácula
- 1931: El comediante
- 1931: El pasado acusa
- 1933: Hotel auf dem Ozean (Luxury Liner)
- 1933: Cocktail Hour
- 1933: Lady für einen Tag (Lady for a Day)
- 1933: Eine Frau vergisst nicht (Only Yesterday)
- 1934: Nana
- 1934: Caravan
- 1934: Unknown Blonde
- 1934: Let’s Be Ritzy
- 1934: Das Leben geht weiter (The World Moves On)
- 1934: Grand Canary
- 1934: Imitation of Life
- 1935: Timberesque (Kurzfilm)
- 1935: Storm Over the Andes
- 1935: Der Polizeibericht meldet … (Woman Wanted)
- 1935: Anna Karenina
- 1935: Alas sobre El Chaco
- 1935: El diablo del Mar
- 1936: Murder at Glen Athol
- 1936: Der große Ziegfeld (The Great Ziegfeld)
- 1936: Captain Calamity
- 1936: Marihuana
- 1936: El capitan Tormenta
- 1936: Así es la mujer
- 1936: Die Kameliendame (Camille)
- 1936: The Sea Fiend
- 1937: Under Cover of Night
- 1937: She’s Dangerous
- 1937: Rich Relations
- 1937: … und ewig siegt die Liebe (History Is Made at Night)
- 1937: I’ll Take Romance
- 1937: Hollywood Hotel
- 1938: Three Blind Mice
- 1938: El trovador de la radio
- 1938: Der Freibeuter von Louisiana (The Buccaneer)
- 1938: The Goldwyn Follies
- 1939: Papa Soltero
- 1939: Angel of Mercy (Short)
- 1939: Second Fiddle
- 1939: Should Husbands Work?
- 1940: Dance, Girl, Dance
- 1940: Galopp ins Glück
- 1940: Hit Parade of 1941
- 1940: Weihnachten im Juli (Christmas in July0)
- 1940: Mexican Spitfire Out West
- 1941: Honeymoon for Three
- 1941: Road Show
- 1941: Die Falschspielerin (The Lady Eve)
- 1941: Scotland Yard
- 1941: Mädchen im Rampenlicht (Ziegfeld Girl)
- 1941: König der Toreros (Blood and Sand)
- 1941: Tom, Dick und Harry (Tom, Dick and Harry)
- 1941: Sunset in Wyoming
- 1941: My Life with Caroline
- 1941: Vorsicht Gespenster! (Hold That Gost)
- 1941: Sun Valley Serenade
- 1941: Charlie Chan in Rio
- 1941: We Go Fast
- 1941: Niagara Falls
- 1941: Rise and Shine
- 1941: The Mexican Spitfire’s Baby
- 1941: Bedtime Story
- 1941: Playmates
- 1942: Blue, White and Perfect
- 1942: Call Out the Marines
- 1942: Secret Agent of Japan
- 1942: To the Shores of Tripoli
- 1942: The Falcon Takes Over
- 1942: Crossroads
- 1942: The Big Street
- 1942: Just Off Broadway
- 1942: Orchestra Wives
- 1942: Du warst nie berückender (You Were Never Lovelier)
- 1942: Casablanca
- 1942: The McGuerins from Brooklyn
- 1942: Die ganze Wahrheit (Keeper of the Flame)
- 1943: Happy Go Lucky
- 1943: One Dangerous Night
- 1943: Auf ewig und drei Tage (Forever and a Day)
- 1943: Botschafter in Moskau (Mission to Moscow)
- 1943: Gefährliche Flitterwochen (Above Suspicion)
- 1943: Der kleine Engel (Lost Angel)
- 1944: Pinky und Curly (Once Upon a Time)
- 1944: Maisie Goes to Reno
- 1945: Hilfe, ich bin Millionär (Brewster's Millions)
- 1945: Zombies on Broadway
- 1945: The Great John L.
- 1945: Weihnachten nach Maß (Christmas in Connecticut)
- 1946: Without Reservations
- 1946: Three Little Girls in Blue
- 1946: Auf Messers Schneide (The Razor's Edge)
- 1947: That Way with Women
- 1947: Twilight on the Rio Grande
- 1947: Monsieur Verdoux – Der Frauenmörder von Paris (Monsieur Verdoux)
- 1947: Violence
- 1947: Killer Dill
- 1947: Das Lied vom dünnen Mann (Song of the Thin Man)
- 1947: Mädchen für Hollywood (Variety Girl)
- 1947: Eine Welt zu Füßen (The Foxes of Harrow)
- 1947: The Gangster
- 1948: If You Knew Susie
- 1948: Spiel mit dem Tode (The Big Clock)
- 1948: Casbah – Verbotene Gassen (Casbah)
- 1948: Osterspaziergang (Easter Parade)
- 1948: Die bronzene Göttin (The Velvet Touch)
- 1948: Der Pantoffelheld (An Innocent Affair)
- 1948: Der Mann ohne Gesicht (Rogues’ Regiment)
- 1948: Angel on the Amazon
- 1948: Trouble Makers
- 1949: The Sun Comes Up
- 1949: Aufruhr in Marokko (Outpost in Morocco)
- 1949: Johnny Allegro
- 1949: Kuß um Mitternacht (That Midnight Kiss)
- 1949: The Gal Who Took the West
- 1949: Verlorenes Spiel (East Side, West Side)
- 1950: Der Mann ihrer Träume (Young Man With a Horn)
- 1950: Entgleist (No Man of Her Own)
- 1950: Ein charmanter Flegel (Key to the City)
- 1950: Under My Skin
- 1950: Varieté-Prinzessin (Wabash Avenue)
- 1950: Rakete Mond startet (Rocketship X M)
- 1950: Das skandalöse Mädchen (The Petty Girl)
- 1950: Der Fischer von Louisiana (The Toast of New Orleans)
- 1950: Born to Be Bad
- 1950: Mister 880
- 1950: For Heaven’s Sake
- 1951: Die Ehrgeizige (Payment on Demand)
- 1951: Three Guys Named Mike
- 1951: Königliche Hochzeit (Royal Wedding)
- 1951: Das Wiegenlied vom Broadway (Lullaby of Broadway)
- 1951: Francis Goes to the Races
- 1951: Ich war FBI Mann M.C. (I Was a Communist for the FBI)
- 1951: Hübsch, jung und verliebt (Rich, Young and Pretty)
- 1951: Pier 23
- 1951: An der Riviera (On the Riviera)
- 1951: Mord in Hollywood (Hollywood Story)
- 1951: No Questions Asked
- 1951: Der Fremde im Zug (Strangers on a Train)
- 1951: Die Nacht der Wahrheit (The Big Night)
- 1951: Hinter den Mauern des Grauens (The Strange Door)
- 1952: Vater werden ist nicht schwer (Room for One More)
- 1952: Wofür das Leben sich lohnt (Something to Live For)
- 1952: Die Maske runter (Deadline – U.S.A.)
- 1952: Young Man with Ideas
- 1952: Actors and Sin
- 1952: Pat und Mike (Pat and Mike)
- 1952: What Price Glory
- 1952: Die lustige Witwe (The Merry Widow)
- 1952: Rainbow ’Round My Shoulder
- 1952: No Holds Barred
- 1952: Jazz Singer (The Jazz Singer)
- 1953: Zurück am Broadway (She’s Back on Broadway)
- 1953: Confidentially Connie
- 1953: Ein verwöhntes Biest (The Girl Who Had Everything)
- 1953: Ärger auf der ganzen Linie (Trouble Along the Way)
- 1953: Small Town Girl
- 1953: Mr. & Mrs. North (Fernsehserie, eine Folge)
- 1953: Unschuldig gejagt (No Escape)
- 1953: Wie angelt man sich einen Millionär (How to Marry a Millionaire)
- 1953: Bad for Each Other
- 1953: Die lockende Venus (The French Line)
- 1953: Der tollkühne Jockey (Money from Home)
- 1954: Symphonie des Herzens (Rhapsody)
- 1954: In den Kerkern von Marokko (Yankee Pasha)
- 1954: Das blonde Glück (Lucky Me)
- 1954: Playgirl
- 1954: Die Caine war ihr Schicksal (The Caine Mutiny)
- 1954: Eine Nacht mit Susanne (Susan Slept Here)
- 1954: Fluß der Rache (The Gambler from Natchez)
- 1954: Ein neuer Stern am Himmel (A Star Is Born)
- 1954: Weiße Weihnachten (White Christmas)
- 1954: Drei Matrosen in Paris (So This Is Paris)
- 1954: Rhythmus im Blut (There's No Business Like Showbusiness)
- 1955: The Man Behind the Badge (Fernsehserie, eine Folge)
- 1955: Aus dem Leben einer Ärztin (Strange Lady in Town)
- 1955: Unterbrochene Melodie (Interrupted Melody)
- 1955: Ain’t Misbehavin’
- 1955: Über den Dächern von Nizza (To Catch a Thief)
- 1955: Vorwiegend heiter (It's Always Fair Weather)
- 1955: Wolkenstürmer (The McConnell Story)
- 1955: Das Mädchen auf der Samtschaukel (The Girl in the Red Velvet Swing)
- 1955: Four Star Playhouse (Fernsehserie, eine Folge)
- 1956: Die Benny Goodman Story (The Benny Goodman Story)
- 1956: Straße des Verbrechens (Slightly Scarlet)
- 1956: Meet Me in Las Vegas
- 1956: Schonungslos (The Price of Fear)
- 1956: Serenade
- 1956: Geliebt in alle Ewigkeit (The Eddy Dutchin Story)
- 1956: Vom Teufel verführt (The Rawhide Years)
- 1956: Geschöpf des Schreckens (The She-Creature)
- 1956: Fanfaren der Freude (The Best Things in Life Are Free)
- 1956: In den Wind geschrieben (Written on the Wind)
- 1956: In 80 Tagen um die Welt (Around the World in Eighty Days)
- 1956: Runaway Daughters
- 1956: Death of a Scoundrel
- 1956: Na, na, Fräulein Mutti! (Bundle of Joy)
- 1957: Mister Cory